# Springdale (Arkansas)
Springdale es una ciudad ubicada en el condado de Washington en el estado estadounidense de Arkansas. En el Censo de 2010 tenía una población de 69797 habitantes y una densidad poblacional de 640,71 personas por km².

## Geografía
Springdale se encuentra ubicada en las coordenadas 36°11′12″N 94°9′11″O / 36.18667, -94.15306. Según la Oficina del Censo de los Estados Unidos, Springdale tiene una superficie total de 108.94 km², de la cual 108.26 km² corresponden a tierra firme y (0.62%) 0.68 km² es agua.
Cuento con varios cosas como la gran transportación de george, cargil, tyson, walmart, etc.

## Demografía
Según el censo de 2010, había 69797 personas residiendo en Springdale. La densidad de población era de 640,71 hab./km². De los 69797 habitantes, Springdale estaba compuesto por el 64.74% blancos, el 1.79% eran afroamericanos, el 0.97% eran amerindios, el 1.95% eran asiáticos, el 5.7% eran isleños del Pacífico, el 21.97% eran de otras razas y el 2.88% pertenecían a dos o más razas. Del total de la población el 35.38% eran hispanos o latinos de cualquier raza.